# Sveinbjörn Egilsson
Pour les articles homonymes, voir Egilsson.
Sveinbjörn Egilsson, né le 24 février 1791 et mort le 17 août 1852, est un poète, théologien, enseignant (grec ancien) et traducteur islandais. Il est connu plus particulièrement pour son travail sur la littérature antique alors qu'il était recteur de l'école Lærði skólinn à Reykjavik, et notamment pour ses traductions en islandais de l'Odyssée et de l‘Iliade d'Homère.
Jón Árnason a publié une biographie de lui.